# Histoire du Liberia pendant la Seconde Guerre mondiale

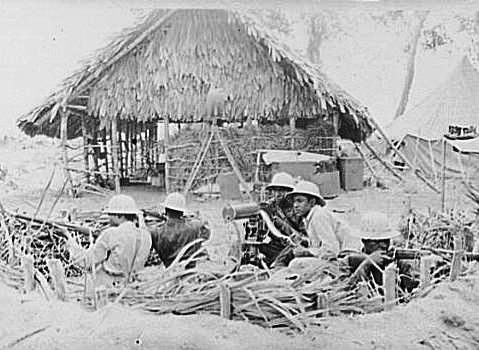
Troupes américaines au Liberia pendant la Seconde Guerre mondiale

Le Liberia ne devint militairement impliqué dans la Seconde Guerre mondiale qu'en janvier 1944, avec l'élection de William Tubman, date à laquelle le pays déclara la guerre à l'Allemagne et au Japon. Cependant, avant même le début de l'engagement militaire officiel du Liberia, le Liberia participa à la guerre pendant deux ans aux termes d'un accord de défense avec les États-Unis. En dehors de Ceylan (aujourd'hui le Sri Lanka) et du Congo belge, le Liberia possédait l'une des seules sources restantes de caoutchouc pour les Alliés (même si les réserves en caoutchouc du Liberia restaient très faible comparées à celles du Sri Lanka par exemple). 
Pour garantir un approvisionnement régulier en caoutchouc de la plus grande plantation de caoutchouc du monde, situé à Harbel et géré par la société Firestone depuis 1926, le gouvernement américain construisit des routes dans tout le pays, créa un aéroport international (connu sous le nom de Robertsfield), et transforma la capitale, Monrovia, en construisant un port en eau profonde (Port libre de Monrovia).
En 1944, à son entrée en guerre, le Liberia adopta le dollar américain comme monnaie et devint l'un des quatre pays d'Afrique qui rejoignirent l'Organisation des Nations unies nouvellement formé.